# Hazići
Hazići (en serbe cyrillique : Хазићи) est un village de Bosnie-Herzégovine. Il est situé dans la municipalité d'Oštra Luka et dans la république serbe de Bosnie. Selon les premiers résultats du recensement bosnien de 2013, il compte 59 habitants.

## Histoire
Avant la guerre de Bosnie-Herzégovine, le village faisait partie de la municipalité de Sanski Most ; après la guerre, il a été rattaché à la municipalité d'Oštra Luka nouvellement créée et intégrée à la république serbe de Bosnie.

## Démographie

### Évolution historique de la population dans la localité
| 1948 | 1953 | 1961 | 1971 | 1981 | 1991 | 2013 |
| ---- | ---- | ---- | ---- | ---- | ---- | ---- |
| -    | -    | 525  | 461  | 227  | 99   | 59   |

|  |